# Causse-et-Diège

Causse-et-Diège este o comună în departamentul Aveyron din sudul Franței. În 1 ianuarie 2022 avea o populație de 783 de locuitori.